# Konfluentní láska
Konfluentní láska je koncept intimních meziosobních vztahů založených na individuální svobodě jedince, který popsal britský sociolog Anthony Giddens.

## Romantická a konfluentní láska
Giddens vymezil dva druhy lásky: romantickou a konfluentní. Obě mají společný základ, stojí však vůči sobě v protikladu.
Romantická láska je výlučně heterosexuální, založená nejen na fyzických rozdílech obou pohlaví, ale také na mytickém spojení muže a ženy coby dvou genderových protikladů. V souladu s kulturně podmíněnou představou je také sexuálně exkluzivní, realizovaná v rámci monogamního manželského svazku nebo k němu směřující, stejně jako k založení rodiny.
Konfluentní láska oproti tomu vychází z uvědomování si vlastního postavení a vlastní identity ve vztahu. Souvisí s individualizací společnosti a předpokládá rovnocennou pozici obou partnerů. Jde o racionálně vnímaný koncept vztahu, v němž oba partneři vyhodnocují všechny klady a zápory. Nemusí být sexuálně exkluzivní a nemusí být výlučně spojena s heterosexualitou, neboť spíše než s pohlavím partnerů souvisí s jejich feminitou a maskulinitou, které nemusí na biologickém pohlaví nutně záviset.
Konfluentní láska souvisí s plastickou sexualitou, chápanou jako potěšení neomezované obavou z nechtěného těhotenství, vymaněnou z ryze nebo primárně prokreační funkce a plnící funkci rekreační. V souvislosti s touto sexuální svobodou se rozvolňuje souvislost naplňované lásky výlučně s dlouhodobými a monogamními svazky.

## Čistý vztah
Partnerský vztah postavený na konfluentní lásce označuje Giddens za „čistý vztah“. Je to prostor pro vytváření a rozvoj sebe sama, pro autonomii. Probíhá v něm neustálá redefinice vlastní identity a pozice ve vztahu, neustálé vyjednávání s partnerem. Je to vztah bez závislosti a bez závazku, nepodložený žádnou institucí. Jedinec do něj vstupuje jen pro vnitřní kvality vztahu samotného. Ten prochází neustálou proměnou a obsahuje v sobě i možnost ukončení, přestane-li naplňovat funkci, pro kterou byl založen. Trvá jen dokud si to oba partneři přejí a jen dokud pro ně představuje více přínosů než nákladů.
V reflexivitě vztahu a neustálém vyjednávání vlastní pozice v něm se Giddensovo pojetí proměny intimních vztahů podobá pojetí německých sociologů Becka a Beck-Gernsheimové.
Podle Giddense jde o model ideálních demokratických vztahů, založených na svobodě jednotlivce. Čistý vztah může zahrnovat i vztahy více osob, naplňované v různých podobách lásky a sexuální touhy, čistě sexuální i zcela asexuální, mezi jedinci různého i stejného pohlaví. Giddens předpokládá větší pravděpodobnost konfluentní lásky v homosexuálních vztazích, a to vzhledem k nezatíženosti genderovými stereotypy, které se pojí s heterosexuální, často romantickou láskou.